# Deh-e Kows̄ar
Deh-e Kows̄ar (persiska: ده كوثر, دِه كُوثَر) är en ort i Iran.   Den ligger i provinsen Markazi, i den centrala delen av landet, 290 km sydväst om huvudstaden Teheran. Deh-e Kows̄ar ligger 2 128 meter över havet och antalet invånare är 277.
Terrängen runt Deh-e Kows̄ar är huvudsakligen kuperad, men den allra närmaste omgivningen är platt.Runt Deh-e Kows̄ar är det ganska tätbefolkat, med 58 invånare per kvadratkilometer. Närmaste större samhälle är Hendūdūr, 6,8 km söder om Deh-e Kows̄ar. Trakten runt Deh-e Kows̄ar består i huvudsak av gräsmarker.